# Внешняя политика Румынии
Внешняя политика Румынии — это общий курс Румынии в международных делах. Внешняя политика регулирует отношения Румынии с другими государствами. Реализацией этой политики занимается Министерство иностранных дел Румынии.
Румыния - член ЕС с 1 января 2007 и НАТО — с 29 марта 2004 года.

## История
В период существования Социалистической Республики Румынии за вопросы внешней политики отвечал президент Румынии Николае Чаушеску и Государственный совет. Государственный совет выполнял исполнительную функцию по ратификации международных договоров и установлению дипломатических отношений с другими государствами. Будучи главой государства, президент Румынии представлял интересы страны в международных отношениях. Совет министров координировал и осуществлял внешнюю политику через министерство иностранных дел и министерство внешней торговли. Министерство иностранных дел отвечало за осуществление партийных директив в дипломатических, образовательных, культурных и научных отношениях с другими государствами и международными организациями. Министерство внешней торговли и международного экономического сотрудничества функционировало как центральный орган в вопросах торговли с другими странами и экономической деятельности страны. В министерстве иностранных дел Румынии было пять географических и восемь функциональных управлений.
В 1989 году Румыния поддерживала дипломатические отношения с 125 странами (118 на уровне послов) и Организацией освобождения Палестины (ООП). Румыния также имела торговые отношения с некоторыми государствами, с которыми она не установила официальных дипломатических отношений. Социалистическая Республика Румыния являлась членом ООН и Организации Варшавского договора. В 1991 году Румыния приняла участие в Войне в Персидском заливе на стороне международной коалиции ООН против Ирака. 
В 1996 году Румыния подписала и ратифицировала базовый двусторонний договор с Венгрией, который урегулировал нерешенные территориальные вопросы и заложил основу для создания более тесных отношений. В июне 1997 года Румыния подписала двусторонний договор с Украиной, который разрешил определенные территориальные вопросы, а также проблему по статусу национальных меньшинств. В июле 2003 года Румыния подписала базовый двусторонний договор с Россией. 29 марта 2004 года Румыния вступила в НАТО, а 1 января 2007 года стала членом Европейского союза. Правительство Румынии политически поддерживает стремление ряда постсоветских стран в присоединении к Европейскому союзу и НАТО.
В 2010-х годах правительство Румынии стало настороженнее относится к проводимой внешней политике России. Румыния негативно оценивает роль России в урегулировании Приднестровского конфликта и действия вооружённых сил России в войне в Грузии в 2008 году (что привело к поиску Румынией новых поставщиков газа взамен российских и поддержке расширения НАТО и ЕС на восток). Румыния поддерживает Грузию, Украину и Турцию в их стремлении присоединиться к странам Европейского союза. Румынские власти уделяют много внимания развитию отношений с соседней Молдавией, с которой их связывает общее историческое прошлое. 
Румыния поддерживает хорошие дипломатические отношения с Израилем, а также выступает за мирное разрешение арабо-израильского конфликта. Для Румынии характерно поддержание хороших отношений с Турцией. Румыния гордится сильными политическими, экономическими и социальными отношениями с Турцией, а также полностью поддерживает присоединение Турции к Европейскому союзу. Политические процессы, протекающие на территории Балканского полуострова продолжают оставаться жизненно важными для национальной безопасности Румынии. Правительство Румынии заявило, что признает независимость Республики Косово только в том случае, если Сербия это сделает. Для Румынии это принципиальная политика в отношении непризнанных государств, в одностороннем порядке провозгласившим свою независимость.
Румыния не признавала независимость Республики Сербской от Боснии и Герцеговины, а также не ведет переговоров с собственным венгерским меньшинством на западе страны по предоставлению этой территории широкой автономии или независимости. Румыния выступает против дальнейшего деления территорий стран бывшей Югославии, считая, что целью балканских стран должна быть интеграция в европейские и евроатлантические институты. Благодаря этой позиции, Румыния проводит сбалансированную внутреннюю политику по отношению к венграм Трансильвании, а также не осложняет отношения с соседней Венгрией. С соседней Болгарией у Румынии не осталось нерешенных территориальных вопросов.